# Bernardo VIII de Lippe
El Conde Bernardo VIII de Lippe (Detmold, 6 de diciembre de 1527 - Detmold, 15 de abril de 1563) fue desde 1547 hasta su muerte en 1563 el gobernante del Condado de Lippe.

## Biografía
El padre de Bernardo, el Conde reinante Simón V de Lippe, murió en 1536, cuando Bernardo tenía ocho años de edad. Como era demasiado joven para gobernar, el país fue gobernado por un consejo de regencia que consistía del Landgrave Felipe I de Hesse, el Conde Adolfo de Schaumburg y el Conde Jobst II de Hoya. Bernardo fue  educado en la fe luterana.
En 1546 se unió al gobierno del condado de Lippe y durante su reinado intentó especialmente fortalecer la fe luterana en su condado. Esto se topó con la desaprobación del emperador Carlos V, cuyas tropas ocuparon Lippe en el curso de la Guerra de Esmalcalda (1546-1547) y tras la derrota del bando Protestante en 1548, empezó la implementación del Interim de Augsburgo. Como resultado, Lippe pasó a ser feudo imperial.
En 1555, Bernardo visitó la Dieta de Augsburgo en persona, y en 1556, convino un encuentro del clero Protestante en su condado. También en 1556, declaró la guerra al Conde Juan II de Rietberg. Bernardo asedió la corte de Juan en 1557. En 1559, Bernardo dio el Castillo de Sternberg a su hermano Hermán Simón como Paréage. Esto desencadenó una disputa de herencia con el Condado de Schaumburg.

## Matrimonio e hijos
Su matrimonio con Catalina (1524-1583), hija del Conde Felipe III de Waldeck-Eisenberg produjo los siguientes hijos:
- Ana (1551-1614)

desposó en 1576 al Conde Wolfgang II de Everstein-Massow.
- Magdalena (1552-1587)

desposó en 1572 al Landgrave Jorge I de Hesse-Darmstadt (1547-1596).
- Simón VI de Lippe-Brake (1554-1613).

desposó en primeras nupcias, en 1578, a la Condesa Armgard de Rietberg-Arnsberg (1551-1584).
desposó en segundas nupcias, en 1585, a la Condesa Isabel de Holstein-Schauenburg (1566-1638).
- Bernardina (1563-1628)

desposó en 1578 al Conde Luis de Leiningen-Leiningen (1577-1622).